# Милош Ђорђевић (фудбалер, 1992)
Милош Ђорђевић (Крагујевац, 7. јуна 1992) српски је фудбалер.